# Montsià
|  | Aquest article tracta sobre la comarca del Montsià. Vegeu-ne altres significats a «Serra del Montsià». |

El Montsià, amb capital a la ciutat d'Amposta, és la comarca més meridional de Catalunya, pertanyent a la vegueria de les Terres de l'Ebre. El 2018 tenia 67.083 habitants.

## Geografia
Els límits de la comarca es corresponen pel sud amb la comarca del Baix Maestrat, del País Valencià delimitat pel riu Sénia. A l'oest limita amb la comarca del Matarranya, de l'Aragó, i els ports de Beseit. En aquest mateix punt comença el llindar amb la comarca del Baix Ebre, al nord, delimitat pel riu Ebre. Per l'est, ressegueix tota la costa litoral, per l'illa de Buda, l'Aluet i l'istme del Trabucador, la punta de la Banya i la costa interior de la badia dels Alfacs fins a la desembocadura del Sénia, a Sòl-de-Riu (Alcanar).
La comarca està formada per dotze municipis. El seu relleu se caracteritza pel domini gairebé absolut de les planes: lo sector occidental és constituït per una àmplia plana decantada vers l'Ebre i encerclada per les muntanyes dels ports de Beseit, lo riu Sénia i la serra del Montsià i la serra de Godall; el sector oriental forma part de les terres baixes al·luvials del delta del riu Ebre.

## Clima
El clima del Montsià és Mediterrani de tipus Litoral Sud, excepte a l'àrea dels Ports de Beseit on és de tipus Prelitoral Sud. La precipitació mitjana anual varia entre els 550 mm i 600 mm a bona part de la comarca, si bé, als Ports arriba als 900 mm. Els màxims es donen a la tardor i els mínims a l'estiu, sobretot a la costa. Els hiverns són més freds a la muntanya i suaus al Delta de l'Ebre, amb mitjanes de 5 °C a 11 °C, donant-se els valors més baixos a muntanya, i els estius són calorosos, amb temperatures entre 20 °C i 25 °C, comportant una amplitud tèrmica anual mitjana.

## Història
Va ser decretada com a comarca el 1936 per la Generalitat, però va tenir escassa vigència a causa dels resultats de la Guerra Civil. No va ser fins al 1979 que, amb el nou estatut d'autonomia, es torna a considerar com a tal. Al 1990 se va incorporar el municipi de Sant Jaume d'Enveja a la comarca.

## Demografia
| Municipi            | Habitants |
| ------------------- | --------- |
| Alcanar             | 9.494     |
| Amposta             | 20.654    |
| Freginals           | 396       |
| Galera, la          | 748       |
| Godall              | 631       |
| Mas de Barberans    | 605       |
| Masdenverge         | 1.088     |
| Ràpita, la          | 14.718    |
| Sant Jaume d'Enveja | 3.516     |
| Santa Bàrbara       | 3.774     |
| Sénia, la           | 5.654     |
| Ulldecona           | 6.368     |
| Font: Idescat       |           |

| 1497 f | 1515 f | 1553 f | 1717  | 1787 | 1857   | 1877   | 1887   | 1900   | 1910   |
| ------ | ------ | ------ | ----- | ---- | ------ | ------ | ------ | ------ | ------ |
| 506    | 546    | 592    | 2.958 | -    | 24.946 | 29.263 | 29.277 | 33.027 | 35.800 |

| 1920   | 1930   | 1940   | 1950   | 1960   | 1970   | 1981   | 1990   | 1992   | 1994   |
| ------ | ------ | ------ | ------ | ------ | ------ | ------ | ------ | ------ | ------ |
| 40.094 | 39.639 | 39.515 | 42.988 | 43.484 | 45.854 | 52.625 | 54.906 | 54.555 | 54.555 |

| 1996   | 1998   | 2000   | 2002   | 2004   | 2006   | 2008   | 2010   | 2012   | 2014   |
| ------ | ------ | ------ | ------ | ------ | ------ | ------ | ------ | ------ | ------ |
| 54.765 | 54.875 | 55.828 | 59.234 | 61.989 | 65.333 | 71.058 | 72.333 | 72.121 | 69.613 |

| 2016   | 2018   | 2020 | 2022 | 2024   | 2026 | 2028 | 2030 | 2032 | 2034 |
| ------ | ------ | ---- | ---- | ------ | ---- | ---- | ---- | ---- | ---- |
| 67.646 | 67.083 | -    | -    | 71.342 | -    | -    | -    | -    | -    |

## Política i govern
| Candidatura | Candidatura                                         | Cap de llista           | Vots   | Regidors | % vots |
| ----------- | --------------------------------------------------- | ----------------------- | ------ | -------- | ------ |
|             | Convergència i Unió                                 | Núria Balagué Raga      | 8.288  | 9        | 26,73% |
|             | Esquerra Republicana de Catalunya - Acord Municipal | Susanna Sancho Maigí    | 10.159 | 9        | 32,75% |
|             | Candidatura de Progrés                              | Francesc J. Miró Melich | 4.986  | 5        | 16,08% |
|             | Entesa                                              | Joan Moisés Reverté     | 1.845  | 1        | 5,95%  |
|             | Partit Popular                                      | Javier Boqué Piñol      | 2.190  | 1        | 7,06%  |
|             | Altres                                              | -                       | 2.808  | -        | -      |
|             | Vot en blanc                                        | -                       | 737    | -        | -      |
| Total       | Total                                               |                         |        | 25       |        |